# Надежевка (Белгородская область)
Надежевка — село в Краснояружском районе Белгородской области России. Входит в состав Графовского сельского поселения.

## География
Находится в западной части Белгородской области, в лесостепной зоне, в пределах юго-западных склонов Среднерусской возвышенности, на расстоянии примерно 15 километров (по прямой) к северо-западу от посёлка городского типа Красная Яруга, административного центра района. Абсолютная высота — 196 метров над уровнем моря.

### Климат
Климат характеризуется как умеренно континентальный, с относительно мягкой зимой и продолжительным засушливым летом. Среднегодовая температура воздуха — 6,4 °C. Средняя температура воздуха самого холодного месяца (января) — −6,8 °C (абсолютный минимум — −35 °C); самого тёплого месяца (июля) — 19,4 °C (абсолютный максимум — 38 °С). Годовое количество атмосферных осадков — 550 мм, из которых 391 мм выпадает в период с апреля по октябрь. Снежный покров держится в течение 102 дней.

### Часовой пояс
Село Надежевка как и вся Белгородская область, находится в часовой зоне МСК (московское время). Смещение применяемого времени относительно UTC составляет +3:00.

## Население
| 2002 | 2010 |
| ---- | ---- |
| 111  | ↘85  |

### Половой состав
По данным Всероссийской переписи населения 2010 года в гендерной структуре населения мужчины составляли 49,4 %, женщины — соответственно 50,6 %.

### Национальный состав
Согласно результатам переписи 2002 года, в национальной структуре населения русские составляли 96 %.